# Aapeli (centre commercial)
Pour les articles homonymes, voir Aapeli.
Aapeli est un centre commercial du quartier de Multimäki à Kuopio en Finlande.

## Présentation
Aapeli est situé à en bordure sud de la place du marché à côté du lycée de Kuopio. 
Le bâtiment de trois étages a une surface commerciale de 17 000 m2, et dispose de 146 places de stationnement,.
Aapeli est situé sur le site de Kauppaitita incendié l'été 2000.
L'un des plus grands défis dans la conception du nouveau bâtiment était de l'intégrer avec le lycée de Kuopio voisin.
Aapeli a été conçu par le cabinet d'architectes Innovarch basé à Helsinki.
L'architecte Reijo Pulkkinen a conçu la façade.

## Étymologie
Le centre commercial est nommé Aapeli le pseudonyme de l'écrivain Simo Puupponen né à Kuopio.

## Commerces et services
Le centre commercial abrite 16 magasins.
- DNA Kauppa
- Finlandia Group Oyj
- Hanko Sushi
- Huoneistokeskus
- Instrumentarium
- Live 4
- Luhta Brand Store
- Moda
- Nanso
- Nissen
- Nordea
- Hairlekiini
- Hygge Bro
- Specsavers
- Telia Kauppa
- JTCrafts & Outdoors.